# Neo (Matrix)
Neo (łac. Nowy), właśc. Thomas Anderson – główny bohater filmu Matrix w reżyserii rodzeństwa Wachowskich. W rolę Neo wcielił się Keanu Reeves.
Neo jest początkowo hakerem i programistą niezdającym sobie sprawy, że otaczający go świat to w rzeczywistości Matrix, doskonała symulacja komputerowa.

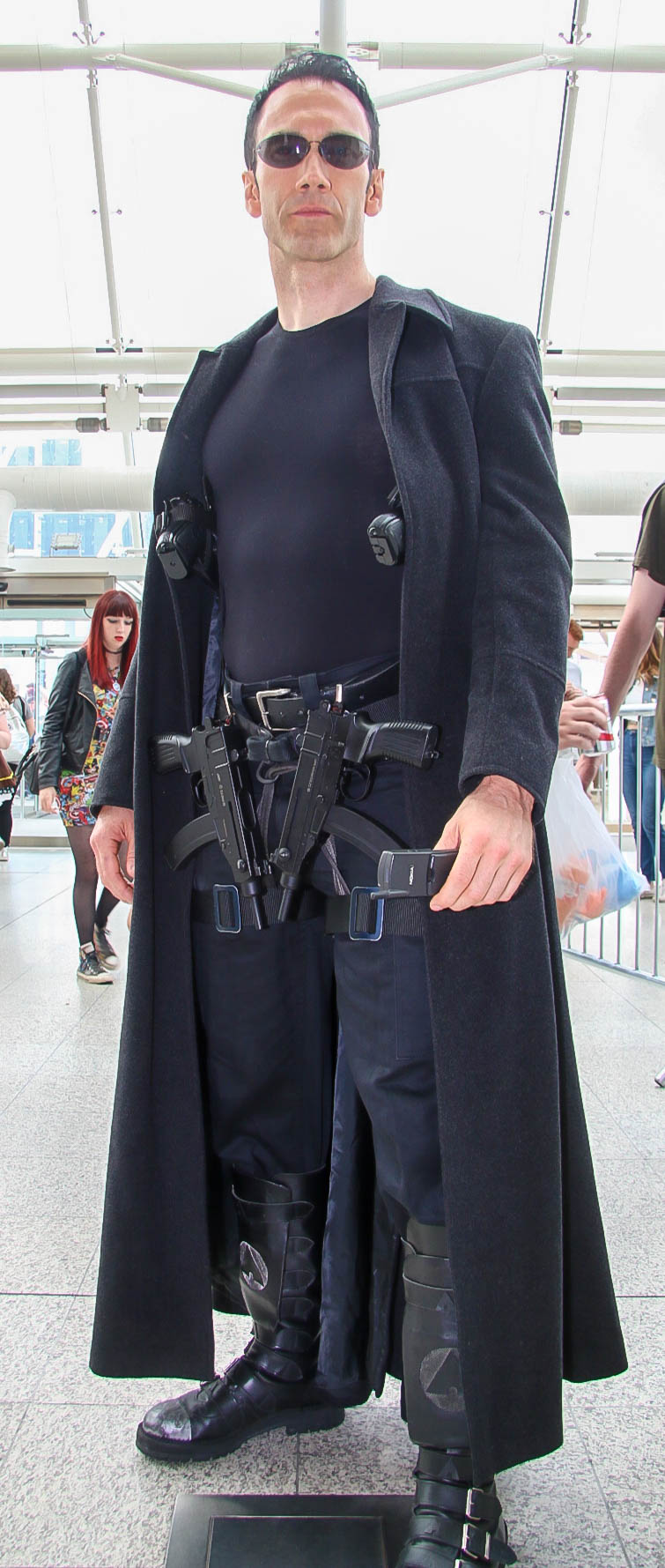
Mężczyzna w cosplayu Neo na MCM London Comic Con w 2016 r.

Dzięki pomocy Morfeusza i Trinity uwalnia się z Matrixa i dołącza do walki przeciwko sztucznym inteligencjom rządzącym światem. Okazało się, że nowi towarzysze uważają, że może zostać Wybrańcem, dysponującym nadzwyczajnymi zdolnościami.
Dzięki szkoleniom i własnym umiejętnościom Neo dokonuje – najpierw w sztucznym świecie Matriksa, a potem również w filmowej rzeczywistości – rzeczy, które innym wydają się niemożliwe. 
Jego przeciwieństwem był Agent Smith, największy wróg i jedyny równy przeciwnik Neo.
Pseudonim Neo pochodzi od łacińskiej nazwy najbardziej rozwiniętej części mózgu - neocortex, oraz jest anagramem angielskiego słowa (the) one (jedyny, wybrany).